# ألفونسو رودريغيز
ألفونسو رودريغيز (بالإسبانية: Alfonso Rodríguez Salas) (29 أبريل 1939 سان كريستوبال دي لا لاغونا إسبانيا - 20 مارس 1994 هوسبيتالت دي يوبريغات إسبانيا) هو لاعب كرة قدم إسباني سابق كان يلعب كمدافع.

## روابط خارجية
- ألفونسو رودريغيز على موقع الاتحاد الدولي (مؤرشف)  (الإنجليزية)
- ألفونسو رودريغيز على موقع قاعدة بيانات كرة القدم.إي يو (الإنجليزية)
- ألفونسو رودريغيز على موقع ناشيونال فوتبول تيمز (الإنجليزية)
- ألفونسو رودريغيز على موقع عالم كرة القدم.نت (الإنجليزية)